# Nerine krigei
Nerine krigei är en amaryllisväxtart som beskrevs av Winsome Fanny 'Buddy' Barker. Nerine krigei ingår i släktet Nerine och familjen amaryllisväxter. Inga underarter finns listade i Catalogue of Life.